# Manio Acilio Glabrión (cónsul 124)
Manio Acilio Glabrión (en latín, Manius Acilius Glabrio) fue un senador romano que desarrolló su cursus honorum a finales del siglo I y la primera mitad del siglo II, bajo los imperios de Nerva, Trajano, Adriano y Antonino Pío.

## Familia
Era hijo de Manio Acilio Glabrión consul ordinarius en 91, bajo Domiciano.

## Carrera
Su primer cargo conocido fue el de consul ordinarius en 124, bajo el imperio de Adriano, apareciendo mencionado en el Digesto como receptor de una carta de este emperador con aclaraciones de tipo procesal. Entre 148 y 149, bajo Antonino Pío, fue procónsul de la provincia romana de Asia. En un momento indeterminado adoptó a Manio Acilio Glabrión Gneo Cornelio Severo, quien fue consul ordinarius en 152, bajo Antonino Pío.